# 黃元
黄元（2世纪—223年3月），中国三国時代蜀漢武将，曾任漢嘉郡（今四川省雅安市名山区北）郡守，長年與諸葛亮不和。
222年，劉備在夷陵之战被孫吳大將陸遜打敗，病倒於白帝城。駐守漢嘉的黄元和諸葛亮关系不好，乘著諸葛亮赴白帝城面见劉備，成都空虚之機，年底發動叛乱。黄元从漢嘉北上，火烧臨邛城（今四川省邛崃市），威胁成都。益州治中从事楊洪進言皇太子劉禅命鄭綽、陳曶南下讨伐黄元，但成都百官大半认为：「黄元不能包围成都，当由越巂据南中」，楊洪断言：「黄元凶暴，没有恩德信義，不能成功。乘水东下，希望陛下（劉備）平安，面缚归死。顶多出奔孙吴求全。二将在南安（今四川省乐山市）峡口遮断，就可以生擒黄元」。次年春三月，鄭綽、陳曶討伐黄元，将他擒获，送到成都斬首。

## 文學創作
遊戲《三國志姜維傳》中，黃元有一子黃方，多年來隱匿於吳國境內，在陸遜的支援下回到漢嘉郡煽動當地族人引發叛亂，並殺害了前來平亂的蜀漢大將向寵。